# Охридски говор
Охридският говор (наричан още градски охридски говор) е български диалект от крайната югозападна група югозападни говори. Говори се в рамките на Северна Македония - в град Охрид и селата по източното крайбрежие на Охридското езеро.
Македонската диалектология разглежда охридския говор като диалект на т. нар. македонски език.

## Характерни особености
Охридският говор показва редица сходства с близкостоящите стружки говор и вевчанско-радожденски говор.
- Сливане на две съседни гласни в една дълга гласна: глàа > глā (глава), змѝи > змӣ (змии).
- Преход в⇒й, когато е пред гласна: йъ̀же (въже)
- Съчетание чер-: чèрен, черèша.
- Употреба на агломеративна форма при лични и роднински имена от м. р.: Го вѝде Стойàна (Видя Стоян).
- Окончание -ови, -ои за мн. ч. при едносрични съществителни от м. р.: лèбови, лèбои (хлябове)
- Глаголно окончание -т за 3 л. ед. ч. сег. време: ѝмат (има), нòсит (носи).
- Суфикс -в- при глаголи от типа: кỳпвит (купува), кàжвит (казва).
- Времеви конструкции на ѝма и сум с минало страдателно причастие: ѝмам пѝсано (написал съм), сум дòйден (дошъл съм)
- Употреба на тройно показателно местоимение: той, овой, оной, както и на тройно членуване (-от, -ов, -он).
- Ударение върху третата сричка.

А се отличава от тях по следните характеристики:
- Праславянското *tj застъпено като шч: снòшчи (снощи)
- Праславянското *dj застъпено като ждж: вѝжджат (виждат).
- Разширена употреба на гласната ъ:
  - Като застъпник на стб. ѫ е: зъ̀би, гъ̀ба
  - Като застъпник на малката носовка, поради историческото смесване на носовките ѧ⇒ѫ и ѩ⇒ѭ: йъ̀зик (език), йъ̀търва (етърва)
  - Замествайки гласната а след носова гласна: снъ̀га (снага), мъ̀шчеа (мащеха).
- Групата ъл / лъ се представя само с ол: сòлдза (сълза), жолт (жълт)
- Окончания -ф, -фме, -фте за минало свършено и минало несвършено време: рèкоф, рèкофме, рèкофте.